# Puerto Nueva Fortuna
Puerto Nueva Fortuna o bahía Nueva Fortuna (en inglés: Ocean Harbour) es una bahía accidentada en la costa norte-central de la isla San Pedro, que se introduce 2,4 km al oeste-noroeste de la punta Tijuca.
Dicha isla forma parte del archipiélago de las Georgias del Sur, considerado por la Organización de las Naciones Unidas (ONU) como un territorio en litigio de soberanía entre el Reino Unido —que lo administra como parte de un territorio británico de ultramar— y la República Argentina, que reclama su devolución, y lo incluye en el departamento Islas del Atlántico Sur de la provincia de Tierra del Fuego, Antártida e Islas del Atlántico Sur.
En este sitio se estableció una estación ballenera, que permaneció activa entre 1909-1920. En un momento dado, la isla San Pedro fue la capital ballenera del mundo.

## Toponimia
El nombre puerto Nueva Fortuna recuerda al ballenero Fortuna uno de los buques argentinos que participó en el establecimiento de la primera estación ballenera permanente en Grytviken, isla San Pedro, en 1904/05.  El mismo pertenecía a la Compañía Argentina de Pesca), y se utilizó para este sitio en 1922 por Wilhelm Filchner, tras la expedición antártica alemana, entre 1911 y 1912.
Por su nombre similar, no debe confundirse con la bahía Fortuna, de la misma isla San Pedro, que se encuentra a 35 km al noroeste.
En 1951-1952 la isla fue examinada por la Encuesta Georgia del Sur de los británicos, que informó el sitio era conocido por los balleneros y cazadores de focas como Puerto Océano, un nombre derivado de la pesca de la Ocean Whaling Company, que a la vez tenía una estación allí. El nombre de Puerto Océano fue aprobado por los británicos para esta función con arreglo a los usos locales, y también para evitar la confusión del nombre Bahía Nueva Fortuna con la Bahía Fortuna, ubicado a 35 kilómetros al noroeste.

## Historia

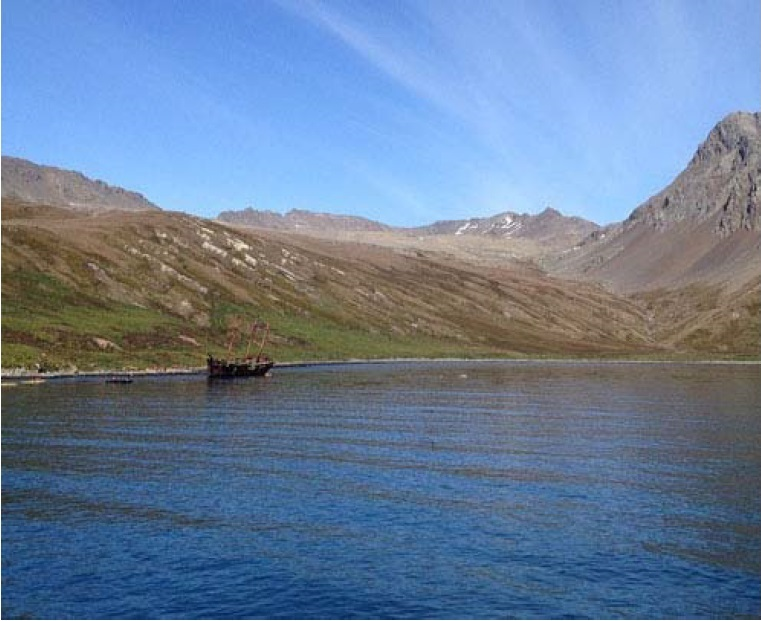

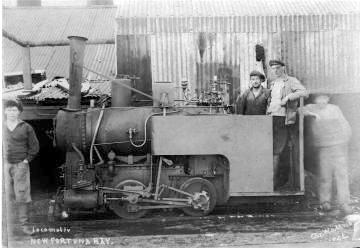
Locomotora utilizada en Puerto Nueva Fortuna.

La factoría fue explotada por la empresa Ocean A/S de Larvick, Noruega. Tras su cierre, la mayoría de los equipos fueron transportados a Stromness. Puerto Nueva Fortuna fue la única factoría donde se utilizó una máquina a vapor (0-4-0T Krauss). Esto se debió a que la bahía es de poca profundidad por lo que se necesitaba un muelle más largo, lejos de la factoría. En la actualidad la máquina permanece abandonada cerca de la factoría, junto a otros restos como un guinche y rieles.
Viejos balleneros y foqueros aún se pueden ver aquí. También hay los restos del naufragio del Bayard, de 1300 toneladad, 67 metros de largo, construdio en 1864. Estaba amarrado en la estación en 1911, cuando un vendaval provocó que se suelte. La factoría, además, fue el escenario de la primera introducción de renos en Georgia del Sur por el gerente de la Compañía Argentina de Pesca Carl Anton Larsen y su hermano en noviembre de 1911.
Al sur del viejo puerto hay un pequeño cementerio con ocho tumbas, incluyendo la más antigua conocida en la isla, la de Frank Cabriel, un foquero fallecido en 1820. Los restos de siete tumbas están identificados, aunque las inscripciones se han borrado con el paso del tiempo. Una sola está sin marcar y se cree que se trata de un esqueleto que se encontró cuando se construyó la estación. Fue encontrado en 1910 y tenía una herida de bala en la cabeza.